# 2005 VX3
2005 VX3 là thiên thể bên ngoài sao Hải Vương và damocloid quay ngược trên quỹ đạo rất lập dị, giống như sao chổi. Nó được quan sát lần đầu tiên vào ngày 1 tháng 11 năm 2005, bởi các nhà thiên văn học với Khảo sát Đỉnh Lemmon tại Đài thiên văn Núi Lemmon ở Arizona, Hoa Kỳ. Đối tượng thiên văn không bình thường này có kích cỡ khoảng 7 kilômét (4,3 dặm) đường kính. Nó có bán trục lớn nhất và aphelion thứ 3 được biết đến. Ngoài ra nó có điểm cận nhật nằm trong quỹ đạo của sao Mộc, có nghĩa là nó cũng có quỹ đạo lệch tâm lớn nhất trong bất kỳ hành tinh nhỏ đã biết cho đến nay.

## Mô tả
2005 VX3 quay quanh Mặt trời ở khoảng cách 4,1-1,826AU cứ sau 27.672 năm một lần (bán trục chính 915AU). Quỹ đạo của nó có độ lệch tâm 0,9955 và độ nghiêng 112 ° so với đường hoàng đạo. Nó thuộc nhóm động lực học của các damocloid do quỹ đạo ngược và thông số Tisserand thấp (TJupiter  0.9430). Nó là một thiên thể có quỹ đạo đi qua sao Mộc, Sao Thổ-, Sao Thiên Vương và Sao Hải Vương. Vòng quan sát của thiên thể này bắt đầu bằng lần quan sát đầu tiên của nó với Khảo sát Núi Lemmon vào ngày 1 tháng 11 năm 2005.
2005 VX3 có một khói tâm thiên thể bán trục lớn ~ 1026AU. [low-alpha 1] 2014 FE72 và 2012 DR30 có trục bán chính lớn hơn. Kỷ nguyên thời điểm tháng 1 năm 2016 là khi 2005 VX3 có trục bán chính lớn nhất của nó.